# Parque de La Mejorada
Parque de La Mejorada es el nombre de una plaza ubicada en el centro histórico de la ciudad de Mérida, en Yucatán, México. Se encuentra ubicado en la calle 50 entre las calles 59 y 57 frente del ex-convento franciscano del mismo nombre, actualmente sede de la Facultad de Arquitectura de la Universidad Autónoma de Yucatán. En este parque se instaló el primer riel de ferrocarril en la península de Yucatán el 1 de abril de 1870.

## Datos históricos
El parque toma su nombre por el templo católico (hoy iglesia de la Señora del Carmen) y el ex-convento franciscano ambos denominados de La Mejorada desde la época colonial y que probablemente tomaron su nombre de Mejorada, España en donde se construyó en la misma época una iglesia parroquial cuyos planos guardan similitud a los que se utilizaron en este caso.
Estos dos edificios se encuentran ubicados frente al parque. La iglesia, también llamada de la Orden Mejorada, se empezó a construir en 1621 con recursos propios del encomendero Diego Montalvo de García, quien después cedió la edificación, sin haberse terminado, a los franciscanos, concluyéndose la construcción en el año de 1640. Su arquitectura es de estilo colonial del siglo XVI.
El convento, entre cuyos fundadores estuvo Juan de Acevedo, se construyó entre 1688 y 1694 y fue destinado para albergar a los miembros de la orden franciscana que debían observar normas de máxima severidad. Los religiosos ocuparon el convento hasta que el último gobernador colonial de la Capitanía General de Yucatán, Juan María Echeverri, en 1820, lo destinó para alojamiento de las tropas una vez que, por decreto real, se suprimieron las órdenes mendicantes.

## Galería

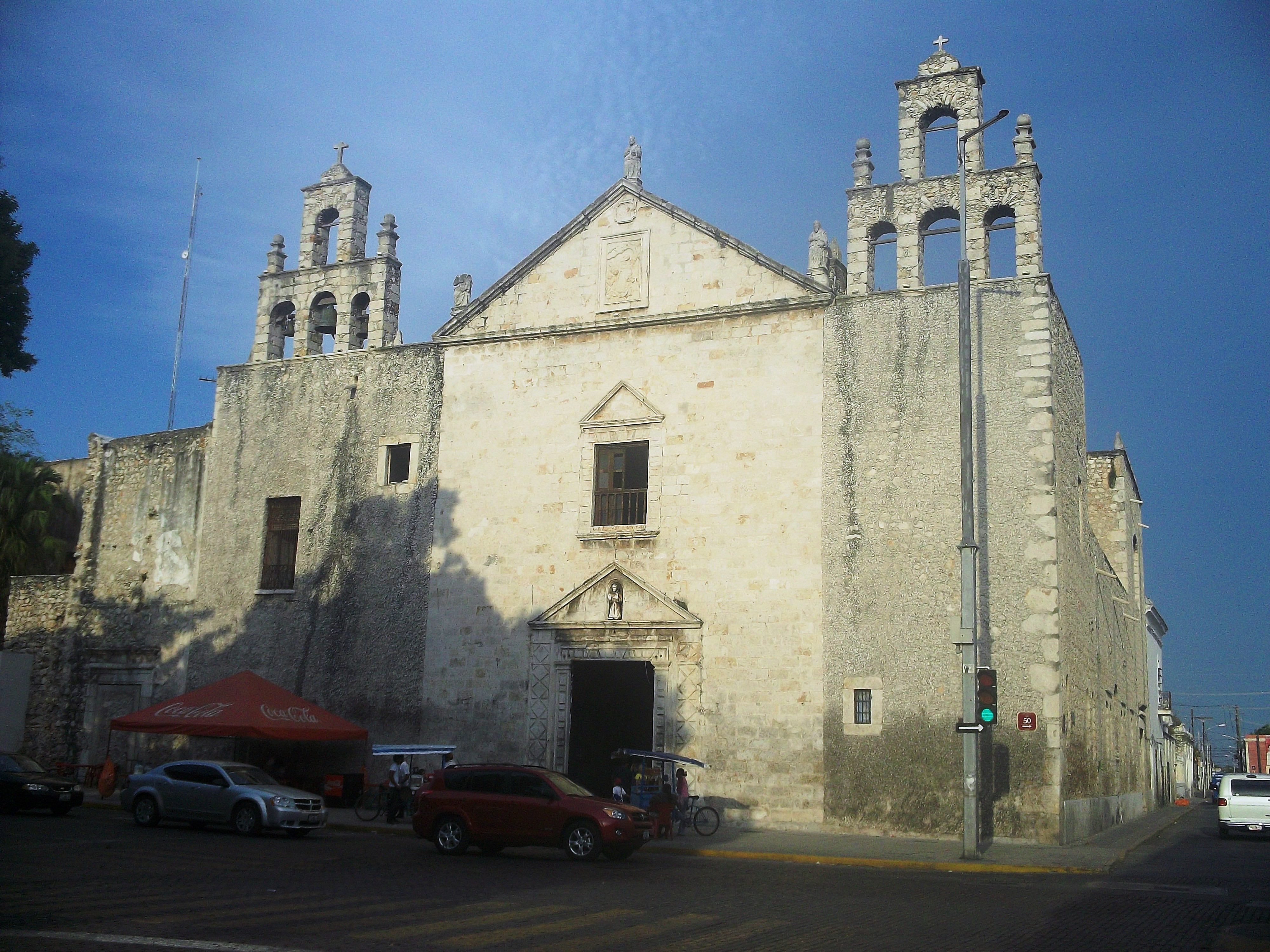
Iglesia principal (Nuestra Señora del Carmen)
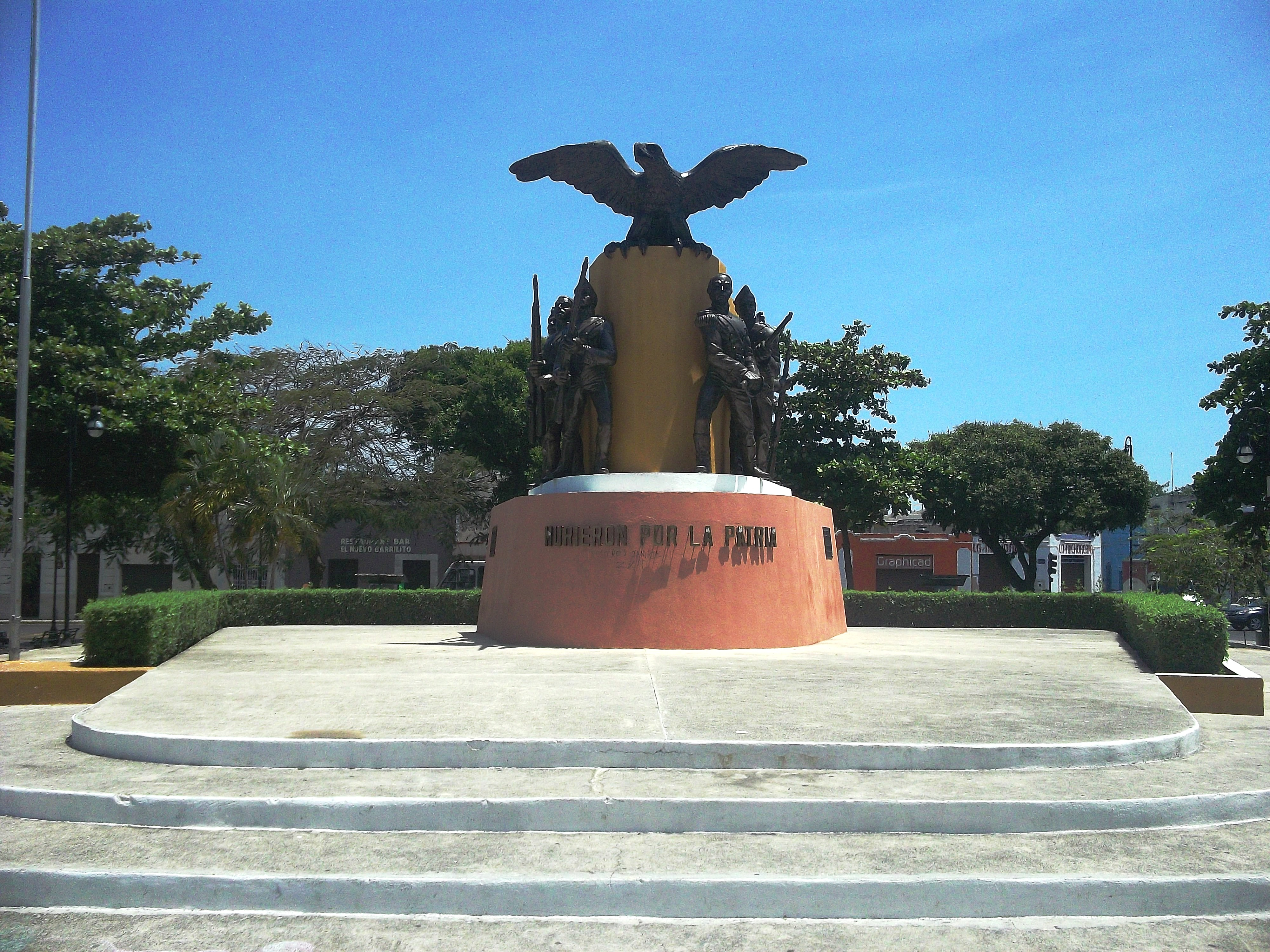
Monumento a los Niños Héroes.
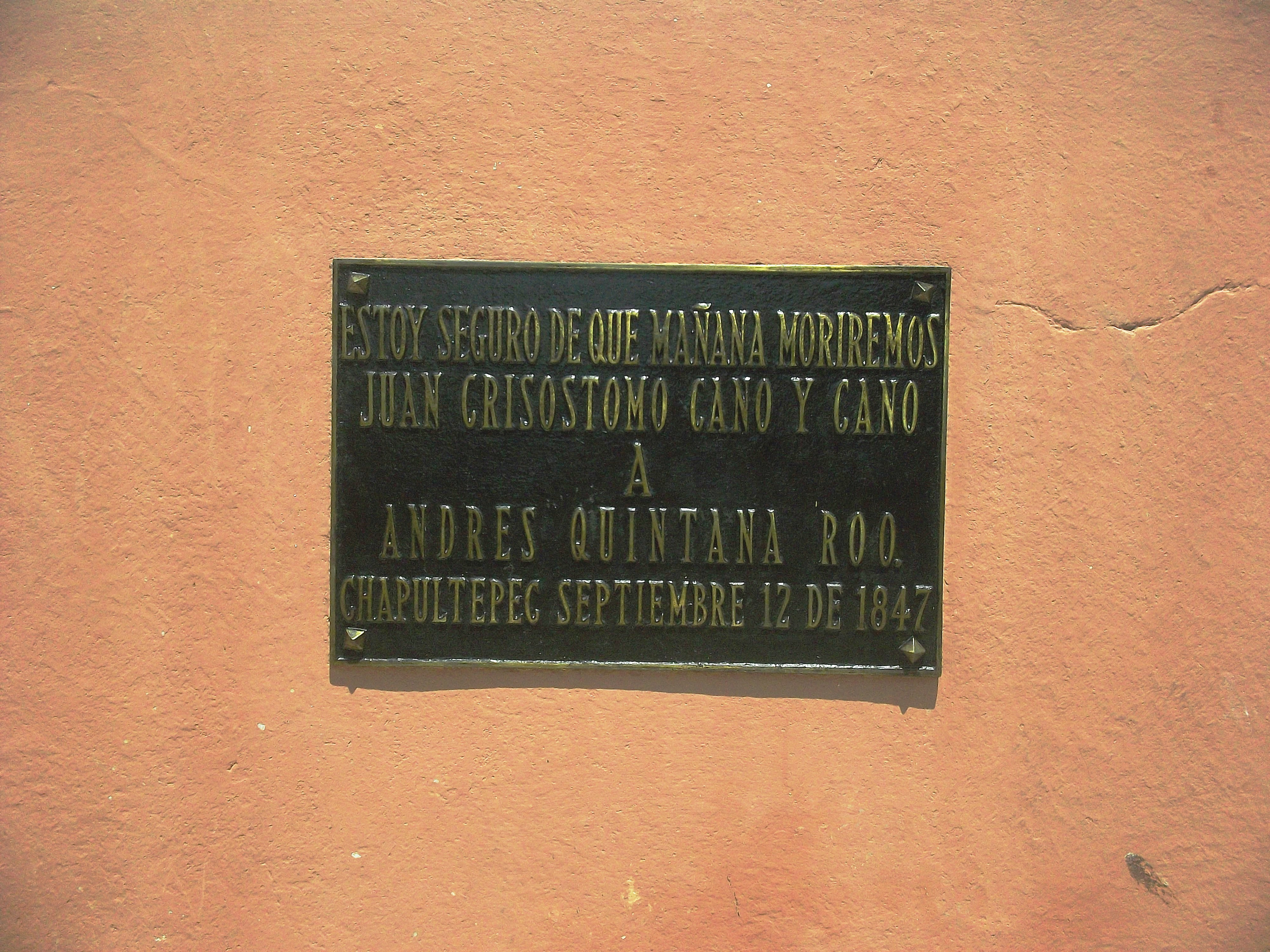
Monumento a los Niños Héroes.
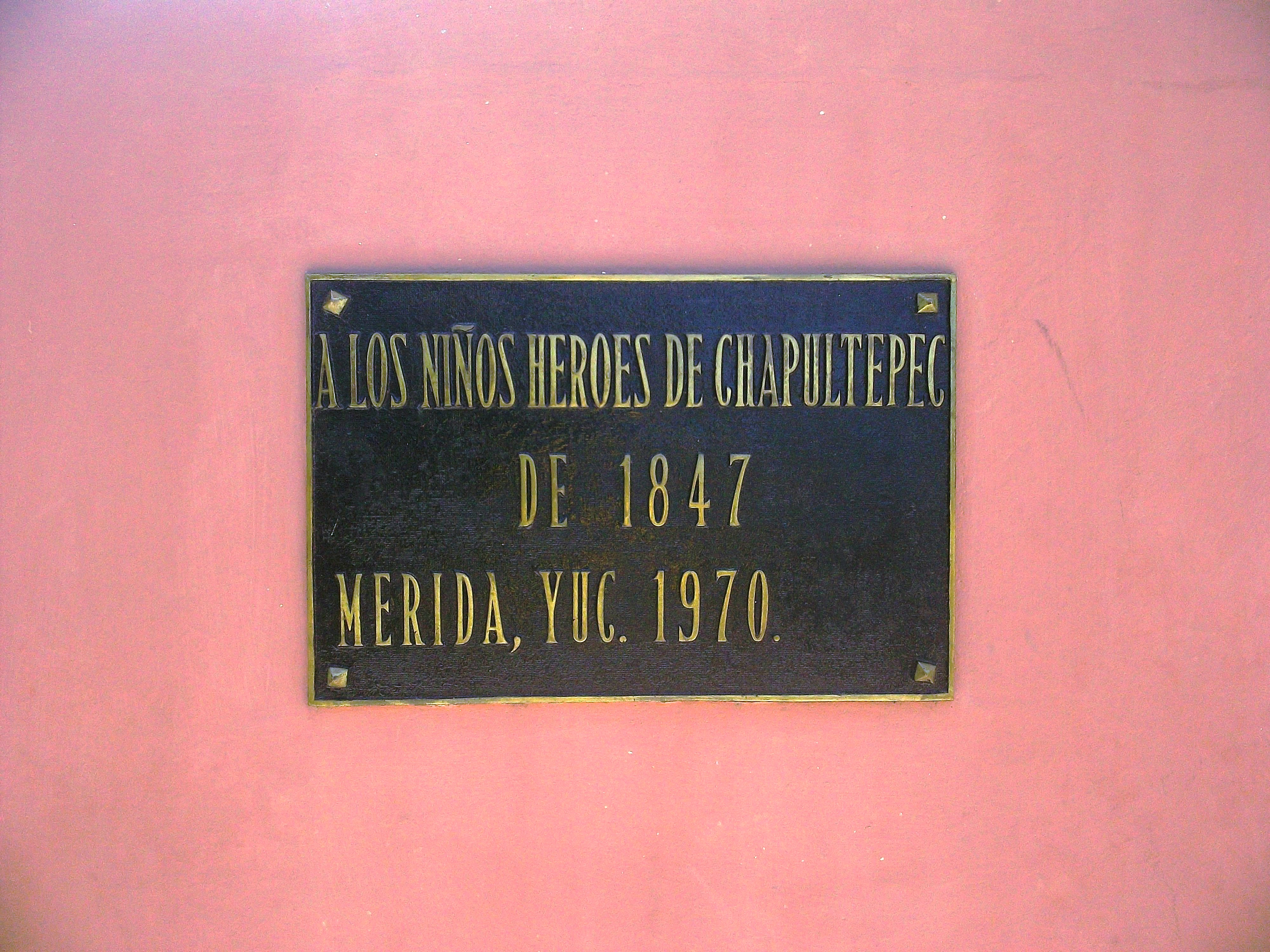
Monumento a los Niños Héroes.
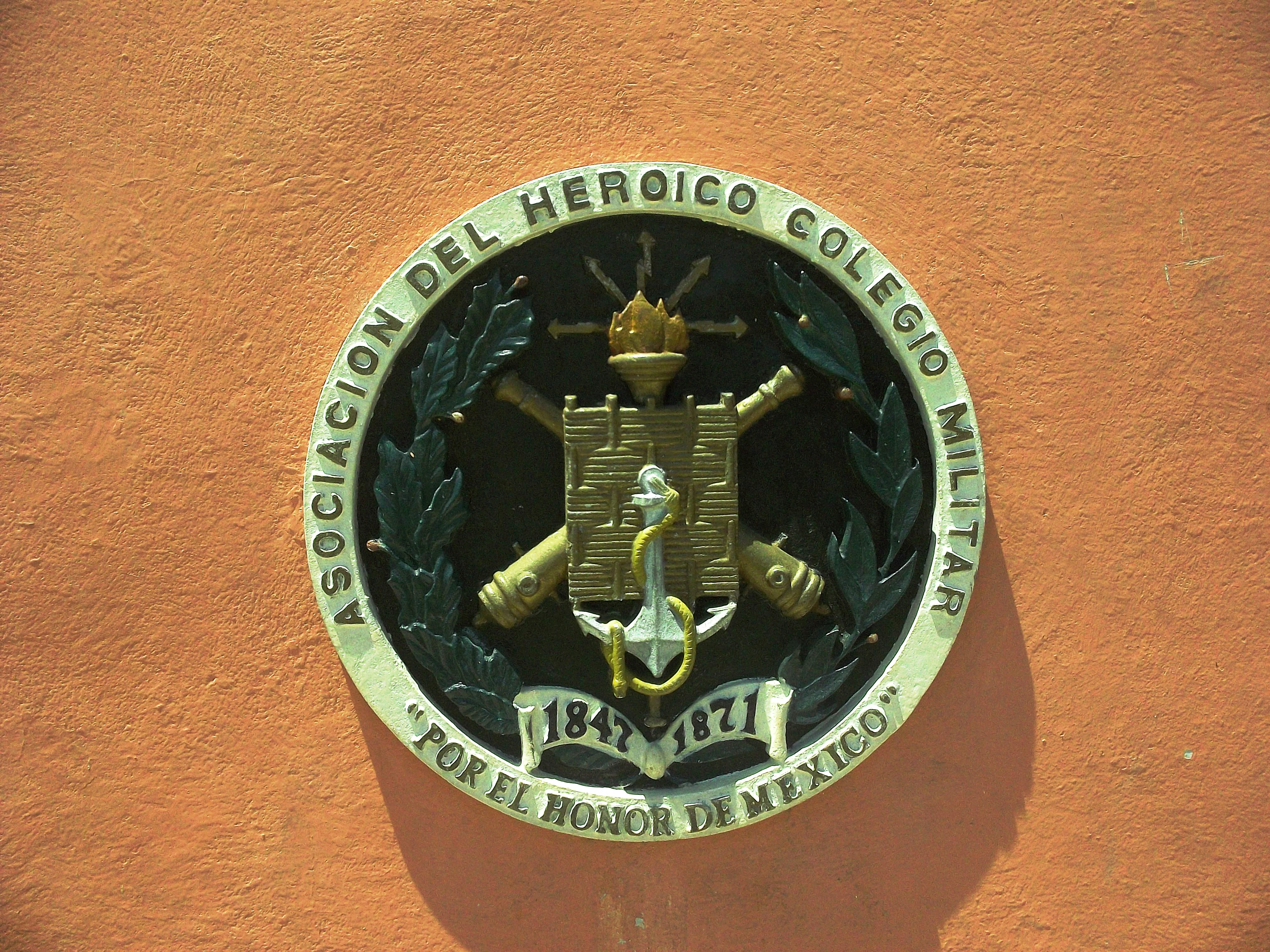
Monumento a los Niños Héroes.
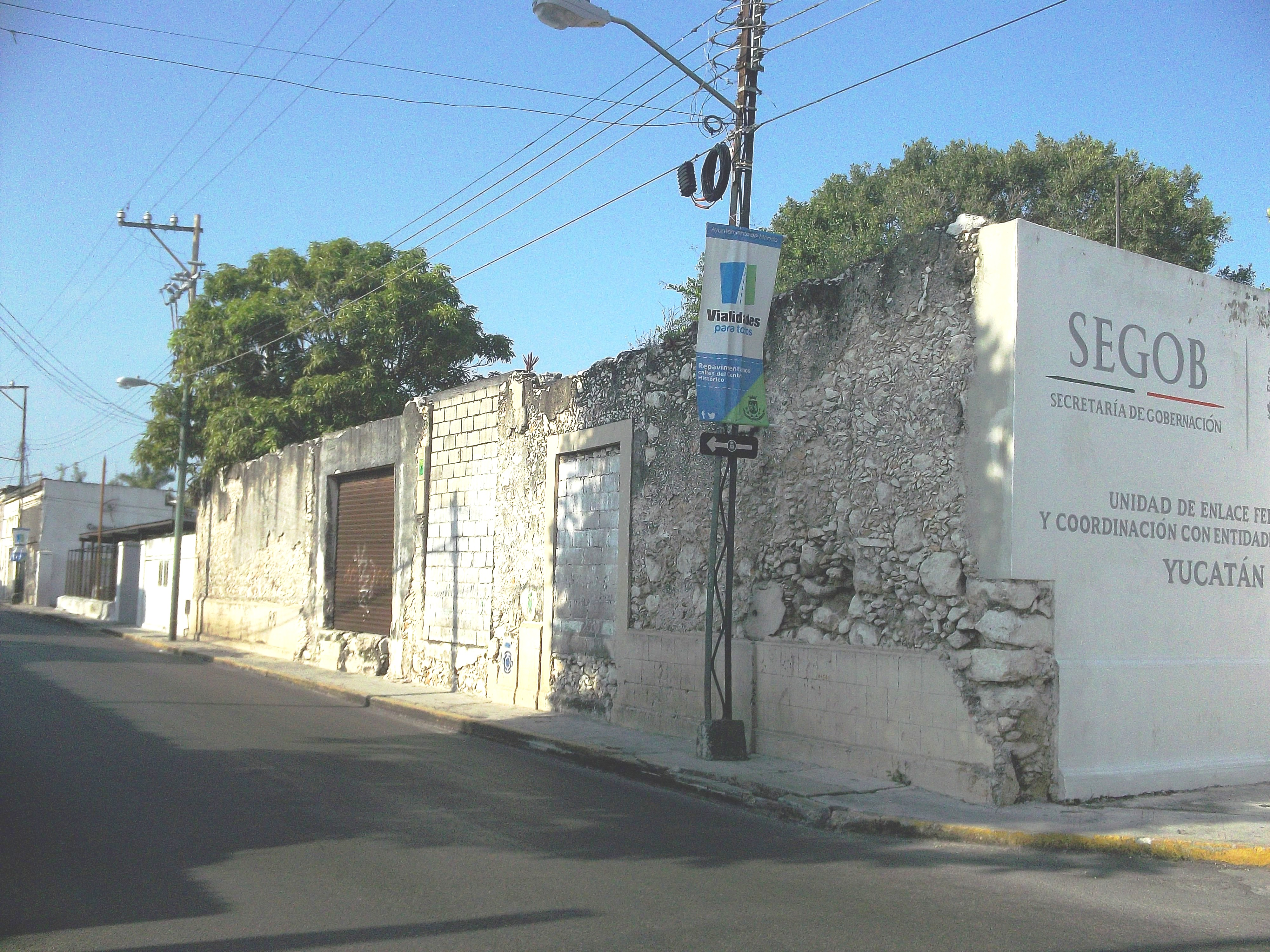
Bodegas del ferrocarril.
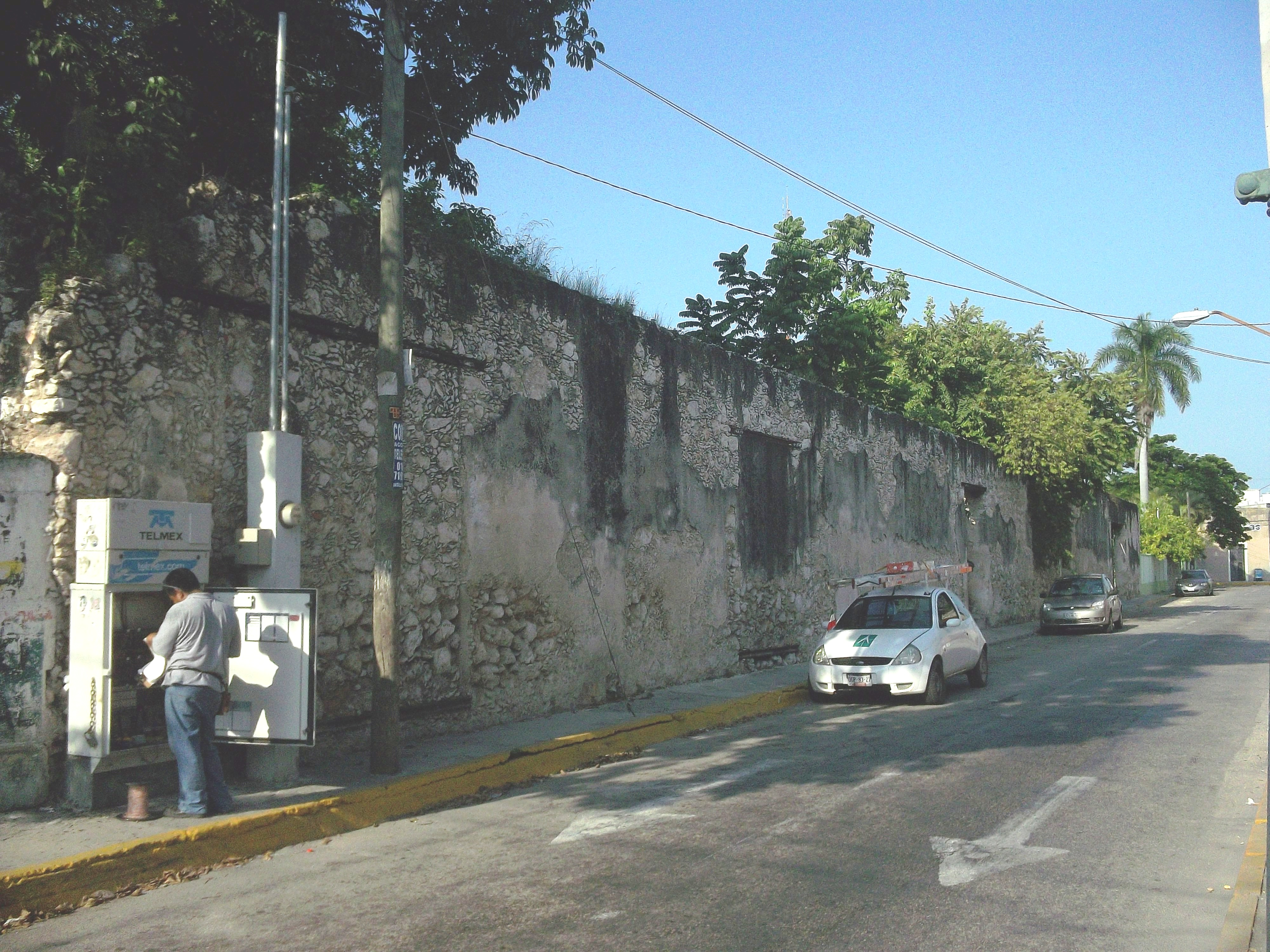
Bodegas del ferrocarril.
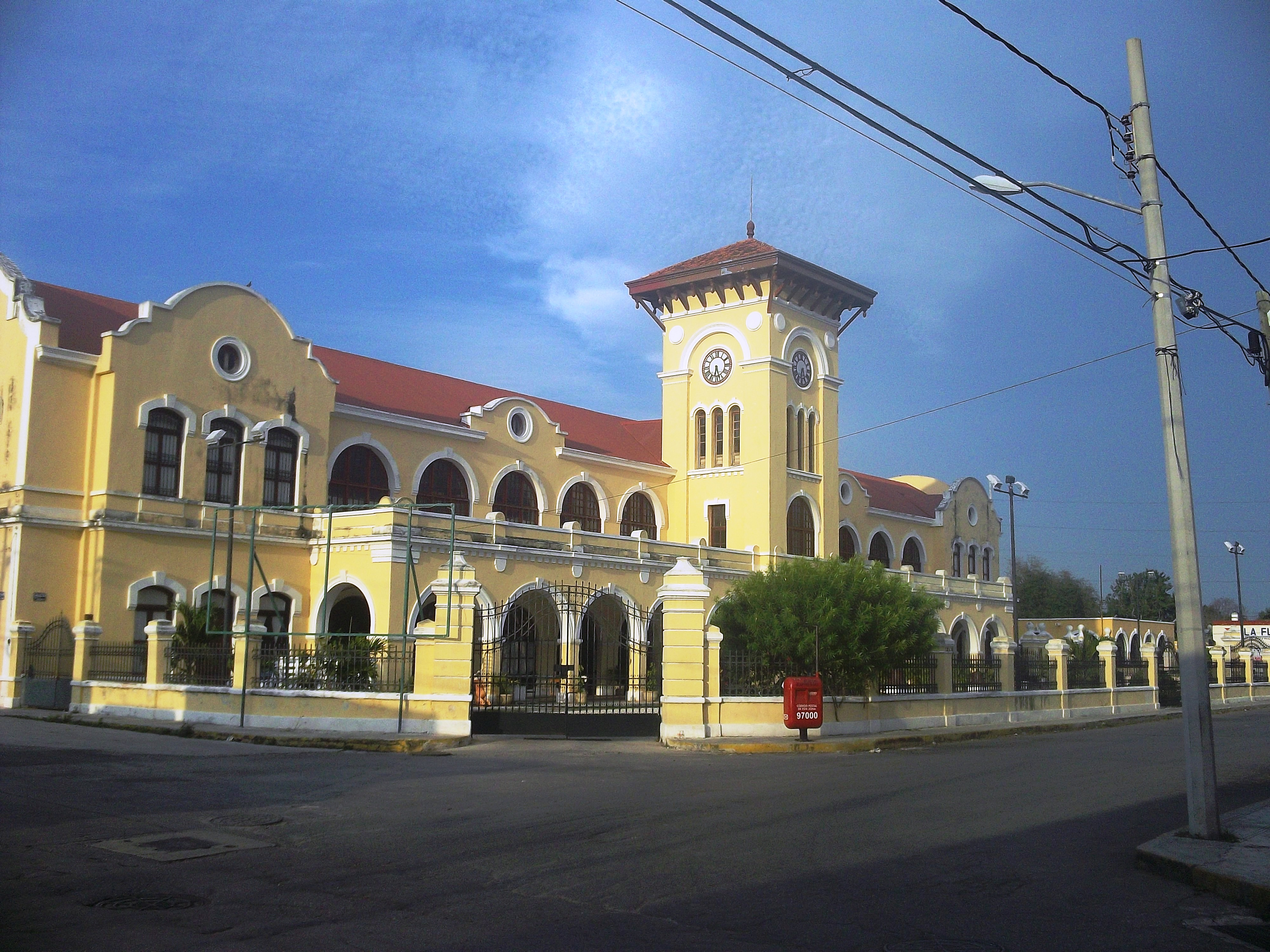
Antigua estación de trenes.
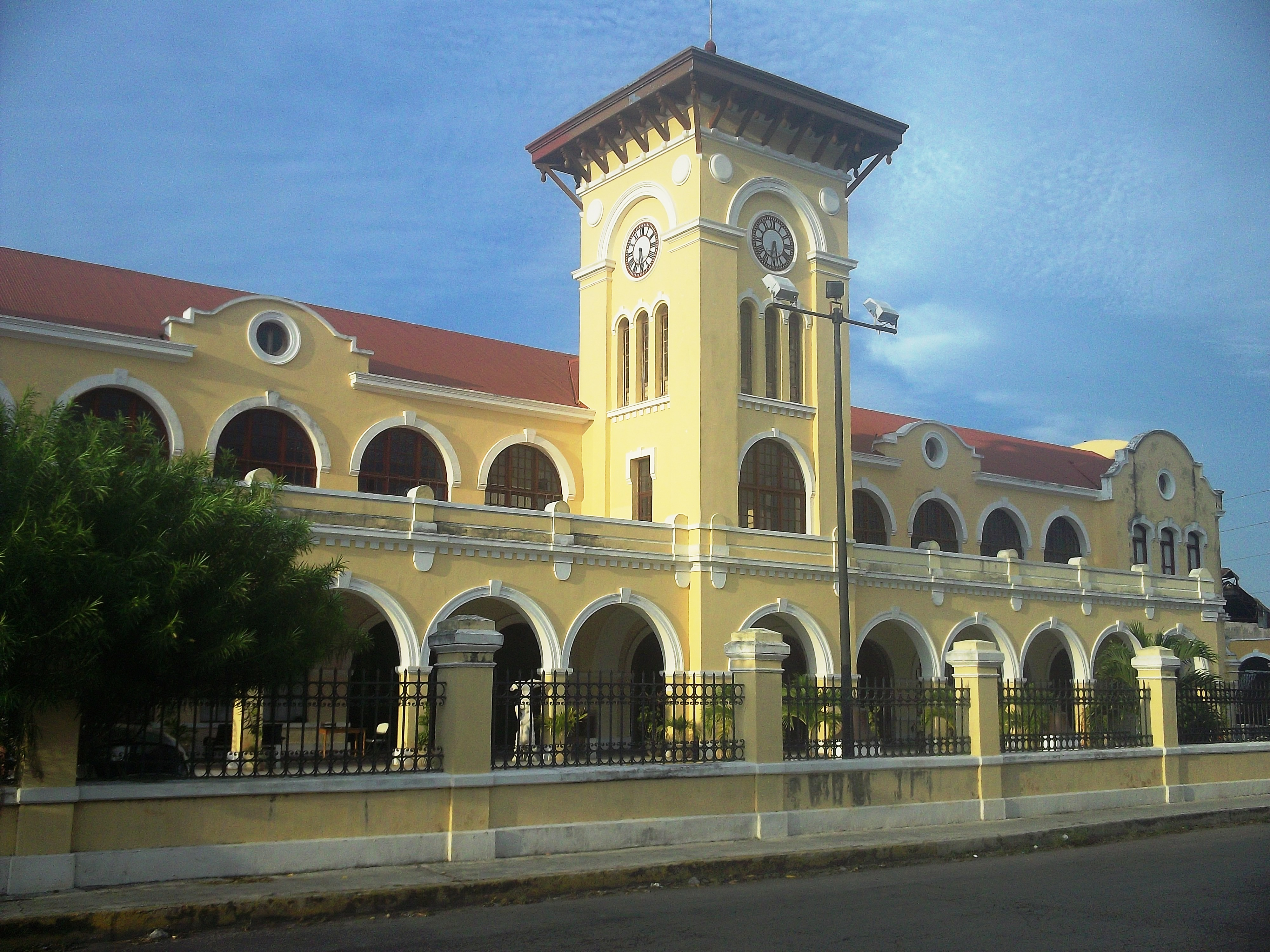
Antigua estación de trenes.
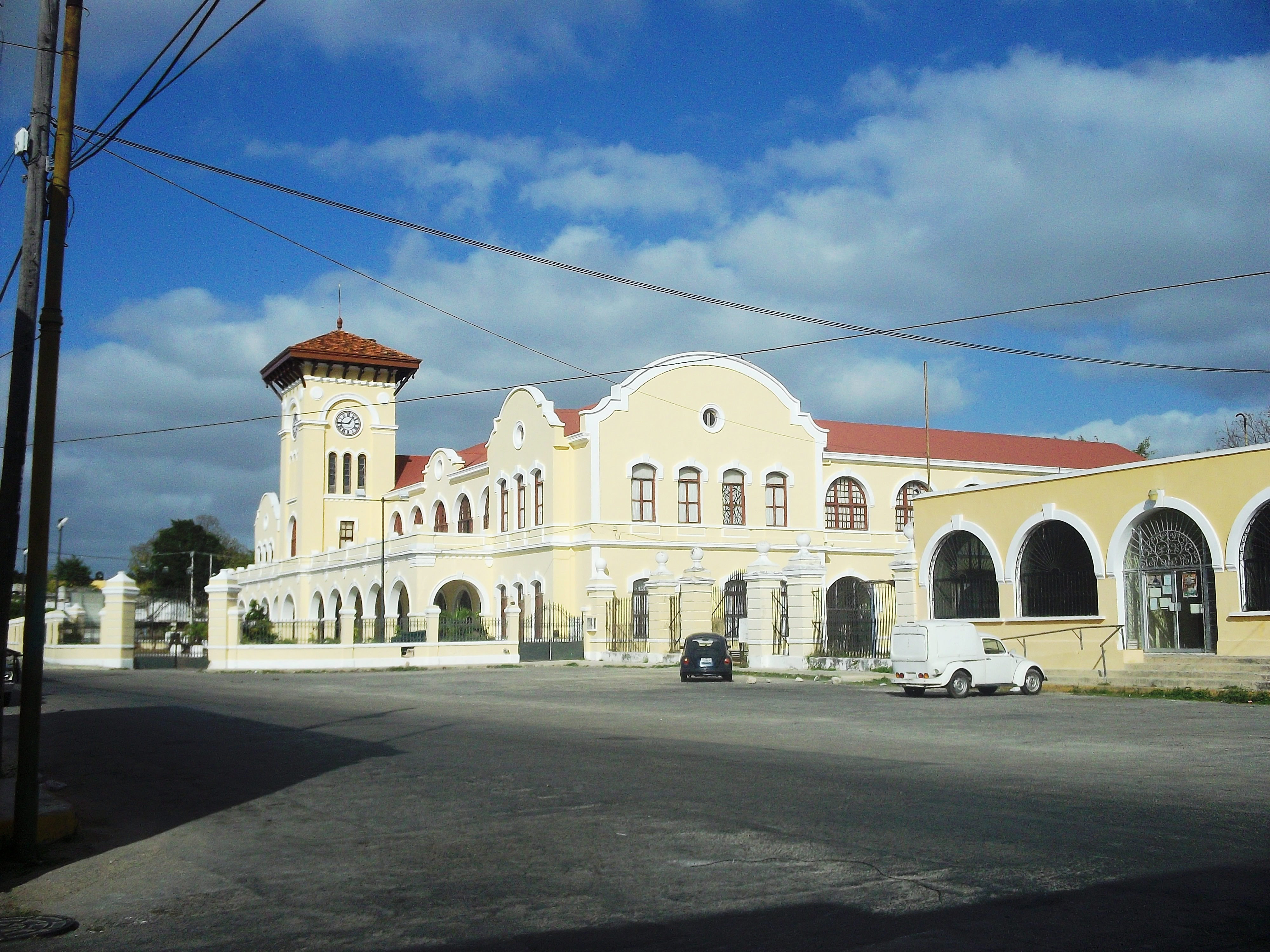
Antigua estación de trenes.
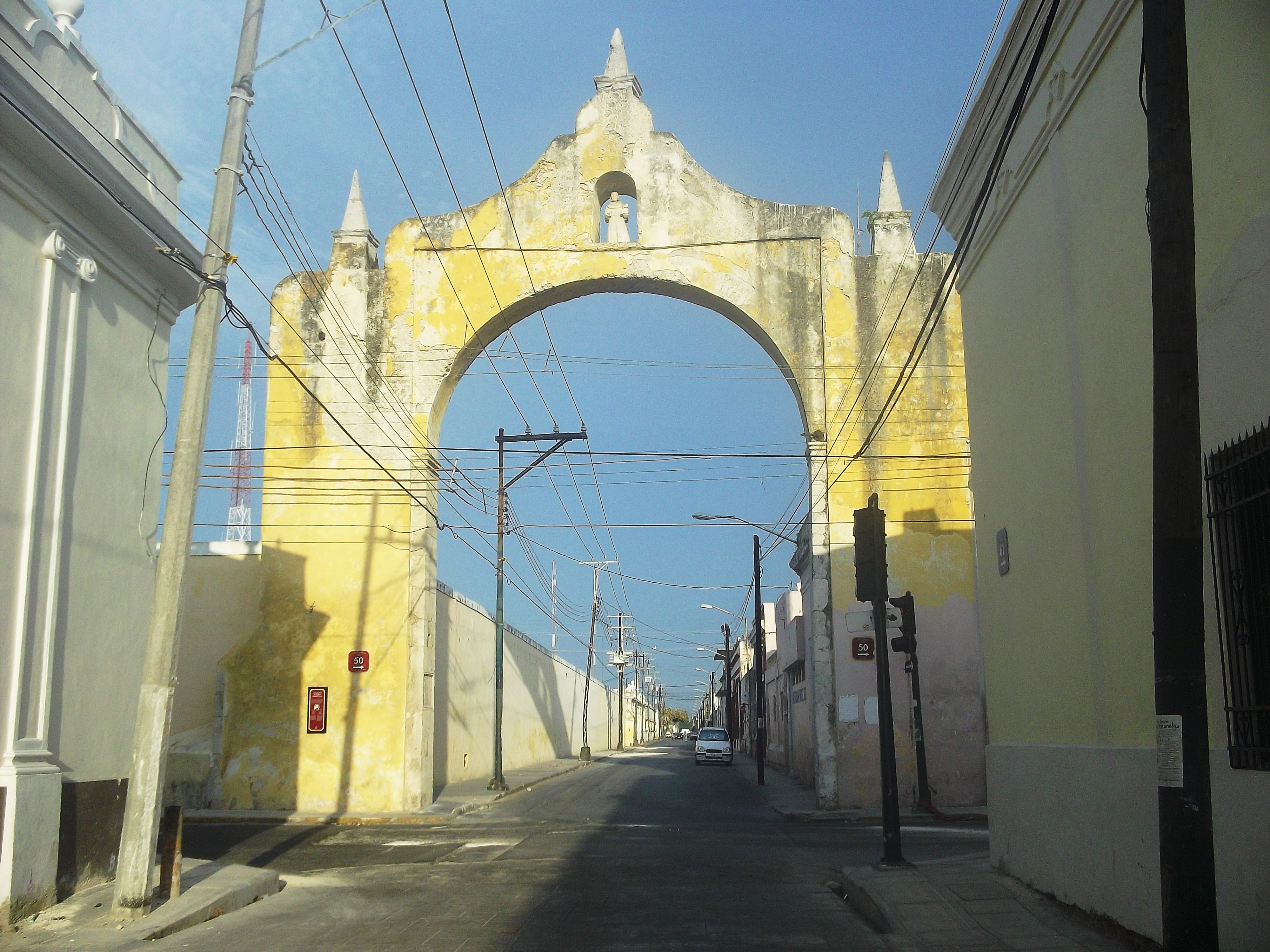
Arco de dragones.
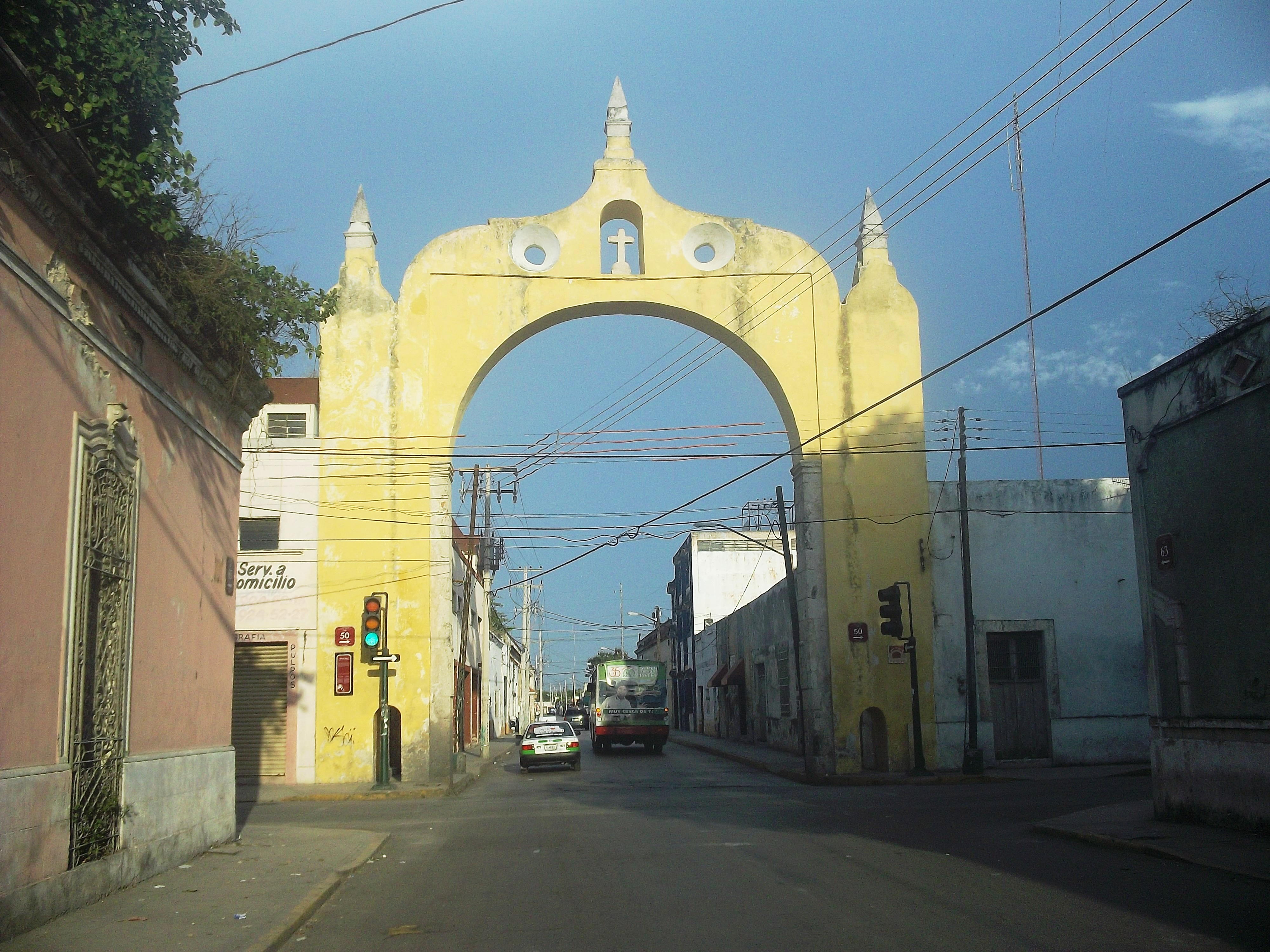
Arco del puente.